# Tsui Hark
Tsui Hark (chiń. 徐克; pinyin Xú Kè; ur. 15 lutego 1950 w Sajgonie) – hongkoński producent, reżyser, scenarzysta filmowy i aktor, jeden z najpłodniejszych twórców kina hongkońskiego.

## Życiorys
Filmem Wojownicy krainy Zu (1983), gdzie połączył baśniową historię zaczerpniętą z chińskiej literatury, walki postaci o nadprzyrodzonej mocy i efekty specjalne rodem z Hollywood, wyznaczył nowy standard filmów wuxia.
Filmem Chińskie duchy (1987), wyznaczył zaś nowy standard azjatyckiego horroru, gatunku odmiennego od horrorów amerykańskich i zachodnioeuropejskich.
Znany jest też z serii filmów Dawno temu w Chinach (pięć części)
oraz współpracy z gwiazdami kina kung fu, m.in. Jetem Li.
Zasiadał w jury konkursu głównego na 57. MFF w Cannes (2004).

## Filmografia
- Wojownicy krainy Zu (Suk san: Sun Suk san geen hap, 1983) – produkcja
- Chińskie duchy (Sinnui yauman, 1987) – produkcja
- Dawno temu w Chinach (Wong Fei-hong, 1991) – reżyseria
- Dawno temu w Chinach 2 (Wong Fei-hung ji yi: Naam yi dong ji keung, 1992) – reżyseria
- Czarna maska (Hak hap, 1996) – produkcja, scenariusz
- Za ciosem (Knock off, 1998) – reżyseria